# Paul Glasserman
Paul Glasserman (* 1962) ist ein US-amerikanischer Mathematiker mit den Fachgebieten Statistik, Stochastik und Finanzmathematik und den Spezialgebieten Monte-Carlo-Methoden, Preisbewertung von Derivaten.
Glasserman hat 1984 einen Bachelor of Arts an der Princeton University gemacht. An der Harvard University wurde er 1988 mit der Schrift Equivalence Methods in the Perturbation Analysis of Queueing Networks promoviert (Ph.D.). Er arbeitete dann zuerst bei Bell Laboratories. Seit 1991 hat er an der Columbia Business School der Columbia University einen Lehrstuhl inne.
Zu Glassermans Veröffentlichung gehört das bekannte Buch Monte Carlo Methods in Financial Engineering, für das er im Jahr 2006 den Lanchester Prize und im Jahr 2005 den I-Sim Outstanding Publication Award erhalten hat. 
Glasserman war von 1994 bis 1999 Träger des National Young Investigator Award der National Science Foundation, von 1998 bis 2001 Träger des IBM University Partnership Award, 1992 Träger des TIMS Outstanding Simulation Publication Award und erhielt 1996 den Erlang Prize, 2006 die IMS Medallion from the Institute of Mathematical Statistics. Er ist ferner seit 2004 Mitglied der FDIC Center for Financial Research. Er hat 2004 den Wilmott Award for Cutting-Edge Research in Quantitative Finance sowie 2007 den Quant of the Year Award des Risk Magazine. Er wurde 2008 zum INFORMS Fellow ernannt. 1994 und 2000 hat er jeweils den Dean's Award for Teaching Excellence  erhalten. Für 2020 wurde ihm die Auszeichnung Financial Engineer of the Year zugesprochen.
Glasserman ist Mit-Herausgeber der Zeitschriften Finance & Stochastics, Mathematical Finance, Journal of Computational Finance und SIAM Journal on Financial Mathematics.
Er ist Mitglied des Education and Standards Committee of PRMIA, der Professional Risk Managers International Association, und dient auch in ihrem Academic Advisory Council.

## Werke
- Monte Carlo Methods in Financial Engineering (Stochastic Modelling and Applied Probability), Hardcover, 602 Seiten, Englisch, Springer 2003, ISBN 978-0387004518
- Hedging With Trees Advances in Pricing and Risk Managing Derivatives, Mark Broadie and Paul Glasserman, Paperback, 1998, 262 Seiten, ISBN 978-1899332021
- Gradient Estimation Via Perturbation Analysis, The Springer International Series in Engineering and Computer Science, Paul Glasserman, Hardcover, 1990, 244 Seiten, ISBN 978-0792390954